# Kitixxxgaia
kitixxxgaia為大森靖子於2017年3月15日推出的專輯。分成四種版本：マグマ盤、ドグマ盤、ガイア盤跟粉絲會會員限定的カルマ盤。每個版本的歌詞本設計都不一樣，收錄曲目也有異。CD收錄的第14首歌的話，ガイア盤為「M」，ドグマ盤為「君と映画」，カルマ盤為「ラーメンの話」。專輯名稱中的「kiti」為「基地、聖地」之意，「gaia」為「女神」之意，此專輯的主題為「神」概念為自己的歌聲或作品想成為某個人的女神或聖地。

## 曲目

#### CD
1. ドグマ・マグマ feat.fox capture plan
2. 非国民的ヒーロー feat.の子（神聖放逐樂隊）
3. IDOL SONG
4. JI・MO・TOの顔かわいいトモダチ
5. 勹″ッと＜るSUMMER feat.あの（ゆるめるも！）
6. 地球最後のふたり feat.DAOKO
7. ピンクメトセラ
8. POSSITIVE STRESS
9. 夢幻クライマックス かもめ教室編
10. オリオン座
11. コミュニケイション・バリア
12. 君に届くな kitixxxgaia ver.
13. アナログシンコペーション

#### DVD
- ドグマ盤

1. 全国ツアー「TOKYO BLACK HOLE TOUR」TOKYO⚫ZEPP TOKYO現場影片

- ガイア盤

1. LIVE SHIN T⚫KY⚫ BLACK H⚫LE@ZEPP TOKYO 2016.11.18
2. 勹″ッと＜るSUMMER feat.あの（ゆるめるも！）
3. POSSITIVE STRESS
4. 非国民的ヒーロー(Music Videoヒーロー版)
5. オリオン座(Music Video)
6. YABATAN伝説(Music Video/DVDver.)
7. ドグマ・マグマ(Music Video)

- カルマ盤

1. ハイパーカウントダウン2016－2017＠新宿LOFT
2. LIVE@静岡17.1.29
3. 実験室＠新宿17.1.31